# Panellenio Protathlema 1958-1959
La Panellenio Protathlema 1958-1959 è stata la 23ª edizione del campionato di calcio greco conclusa con la vittoria dell'Olympiacos Pireo, al suo quindicesimo titolo.
Capocannoniere del torneo fu Nestoridis Kostas (AEK Atene) con 21 reti.

## Formula
Le squadre partecipanti disputarono una prima fase a carattere regionale.
Furono ammesse alla finale nazionale dieci club che disputarono un girone di andata e ritorno per un totale di 18 partite.
Alla vincente venivano assegnati 3 punti, due al pareggio e uno in caso di sconfitta.
L'Apollon fu penalizzato di un punto.

## Squadre partecipanti
| Squadra            | Città      | Stadio |
| ------------------ | ---------- | ------ |
| AEK Atene          | Atene      |        |
| Apollōn Kalamarias | Kalamaria  |        |
| Arīs Salonicco     | Salonicco  |        |
| Doxa Dramas        | Drama      |        |
| Ethnikos Pireo     | Il Pireo   |        |
| Olympiacos         | Il Pireo   |        |
| Panathīnaïkos      | Atene      |        |
| Panaigialeios      | Egio       |        |
| Paniōnios          | Nea Smyrnī |        |
| PAOK               | Salonicco  |        |

## Classifica girone finale
|                   | Pos. | Squadra            | Pt | G  | V  | N | P  | GF | GS | DR  |
| ----------------- | ---- | ------------------ | -- | -- | -- | - | -- | -- | -- | --- |
| Grecia (bandiera) | 1.   | Olympiacos         | 48 | 18 | 14 | 2 | 2  | 43 | 19 | +24 |
|                   | 2.   | AEK Atene          | 46 | 18 | 12 | 4 | 2  | 39 | 20 | +19 |
|                   | 3.   | Paniōnios          | 37 | 18 | 7  | 5 | 6  | 33 | 27 | +6  |
|                   | 4.   | Panathīnaïkos      | 36 | 18 | 8  | 2 | 8  | 21 | 18 | +3  |
|                   | 5.   | Doxa Dramas        | 35 | 18 | 6  | 5 | 7  | 23 | 26 | -3  |
|                   | 6.   | Arīs Salonicco     | 34 | 18 | 7  | 2 | 9  | 22 | 24 | -2  |
|                   | 7.   | Ethnikos Pireo     | 32 | 18 | 5  | 4 | 9  | 23 | 29 | -6  |
|                   | 8.   | PAOK               | 32 | 18 | 5  | 4 | 9  | 14 | 34 | -20 |
|                   | 9.   | Apollōn Kalamarias | 30 | 18 | 6  | 1 | 11 | 16 | 23 | -7  |
|                   | 10.  | Panaigialeios      | 29 | 18 | 2  | 7 | 9  | 15 | 29 | -14 |

Legenda:

      Campione di Grecia
Note:

Tre punti a vittoria, due a pareggio, uno a sconfitta.
Apollon penalizzato di 1 punto.

### Verdetti
- Olympiacos Pireo campione di Grecia

## Marcatori
| Gol |  |  | Giocatore           | Squadra     |
| --- |  |  | ------------------- | ----------- |
| 21  |  |  | Kōstas Nestoridīs   | AEK Atene   |
| 13  |  |  | Elias Yfantis       | Olympiacos  |
| 9   |  |  | Loukanidis Thanasis | Doxa Dramas |